# 塞蒂梅
塞蒂梅（義大利語：Settime），是意大利阿斯蒂省的一个市镇。总面积6.66平方公里，人口588人，人口密度88.3人/平方公里（2009年）。ISTAT代码为005106。